# 第一次カッペル戦争

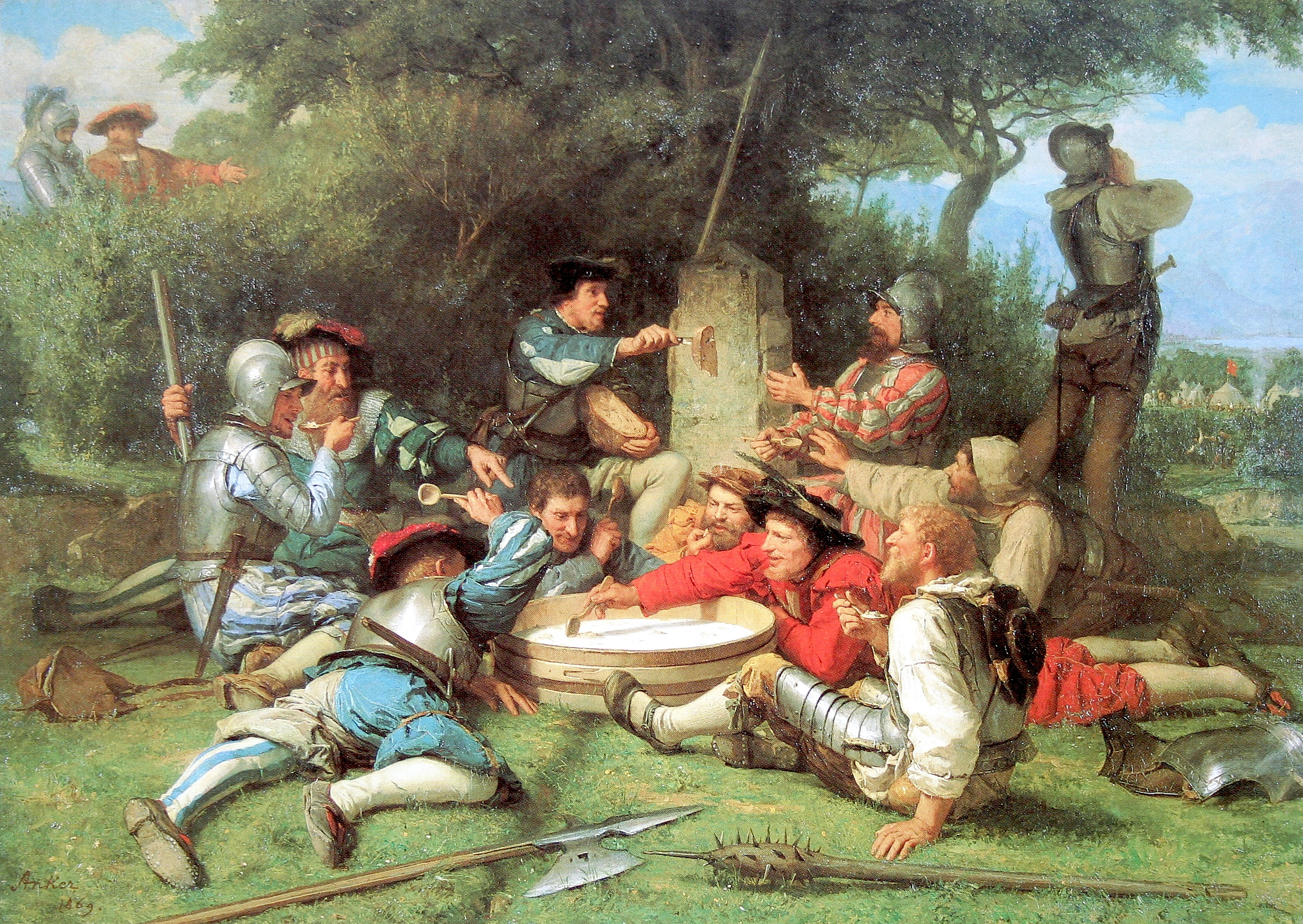
戦闘が行われることなく、両軍は和解して「ミルクスープ」をつついた。「鍋」はちょうど国境線の真上に置かれている。

第一次カッペル戦争(アレマン語:Erschte Kappelerchrieg、ドイツ語: Erster Kappelerkrieg)は、スイスにおけるカトリック派と宗教改革派の間の争いである。1529年6月8日に宗教改革派の同盟がカトリックに宣戦布告して始まったが、実際の戦闘は行われずに和解した。和解の際に両軍の兵がミルクスープ(de)を共に食したことから「ミルク戦争」の異名や「カッペルのミルクスープ」(de)で知られている。
当時のスイスは、チューリッヒやベルンなど各地の有力な都市（都市邦）・地域（農村邦）が都市国家の様相を呈していて、13の邦が同盟を結んで成り立っていた。各邦は従属地域をもっており、複数の邦の共同支配地も広く有していた。
チューリッヒの宗教改革家フルドリッヒ・ツヴィングリ（1484-1531）に率いられ、スイスでは1520年代から宗教改革がはじまった。改革派（福音派）はスイスの東部諸州に急速に広まり、スイスの伝統的な森林諸州のカトリックと対立するようになっていった。ツヴィングリはプロテスタントの邦を率いて独自の勢力を形成しようとしたが、これはスイス13邦の分裂を意味した。
宗教改革派の東部諸州がドイツの諸都市と軍事同盟を結ぶと、カトリック派の森林諸州もオーストリアと連合してこれに対抗、両者の緊張が高まって1529年6月に戦争になった。しかし、実際には戦闘が行われることなく和解に至った。
この和解はチューリッヒに近いカッペルの村で行われた。スイスではこの和解は「カッペルのミルクスープ（ドイツ語: Kappeler Milchsuppe）」と呼ばれ、スイスにおける宗教両派の和解の象徴とみなされている。

## 宗教の分裂と2つの同盟

### ツヴィングリの宗教改革
スイスでは、ドイツ語を話す地域を中心として13世紀末に結成された都市同盟が発展し、14世紀には誓約同盟となった。彼らは軍事力を基盤として、神聖ローマ帝国からの事実上の独立を維持していた。
誓約同盟は16世紀初頭には13の地方（カントン）から構成されていたのだが、それぞれのカントンは中心的となる都市国家的な都市とその周辺の支配地からなっていて、そのほか複数の都市国家が共同支配するカントンがあった。これらのカントンのうち、ドイツに近い東部の地方で1519年頃からフルドリッヒ・ツヴィングリによる宗教改革が始まった。
ツヴィングリはチューリッヒの中心教会であるグロスミュンスター聖堂の説教師になると、カトリックの教義に反する説教を始め、それを実行に移した。はじめ、誓約同盟はツヴィングリに否定的だった。スイスは傭兵の供給地として名を馳せていて、特に当時はフランスと結んで傭兵を提供し、それがスイスの経済を潤していたのだが、ツヴィングリはこれを批判してやめさせようとしたのである。誓約同盟はこの要求がスイスの利益を損なうものとみなしてツヴィングリに反対した。しかし討論の末にチューリッヒ市はツヴィングリの言い分に理があると判断して1524年にツヴィングリの教えを容れ、宗教改革を実践した最初の都市となった。
さらにその教えは、スイスのみならず、近隣のドイツ語圏へ伝播していった。領主がいて封建関係がある領邦や領邦都市に較べると、帝国自由都市やスイスの都市国家は、ゲノッセンシャフトと呼ばれる、構成員の関係が平等である共同体だった。この性格は、ルターやツヴィングリが説いた万人祭司主義と親和性が高く、それゆえにスイスやドイツ南西部の諸都市は真っ先に宗教改革が実践され、社会の変革が行われた。
スイスでは、チューリッヒを皮切りに、ザンクト・ガレン、バーゼルなどドイツに近い東部諸州がツヴィングリに従って福音派に転じた。エコランパッド（1482-1531）による精力的な活動によって福音派はさらに勢力を増し、山岳諸州のなかでも最大のベルンや、南部のグラウビュンデンも宗教改革に踏み切った。

### シュタムハイム事件
福音派の急伸によって、カトリック派との衝突が増えていった。その典型がシュタムハイム事件である。トゥールガウ地方のシュタムハイム（Unterstammheim）はチューリッヒと隣り合っており、早くから福音派が勢力を伸ばしていた。福音派の司祭は教えに従って聖画像を教会から撤去しようとして、カトリック派と暴力沙汰になった。
問題は、トゥールガウが誓約同盟の共同支配地だったことである。トゥールガウでは下級裁判権をチューリッヒがもっていたが、上級裁判権は誓約同盟の7州が握っていた。この上級裁判権に従って福音派の司祭が捕縛されたのだが、これに怒った福音派の住民がカトリックの修道院（Kartause Ittingen）を襲って焼き払ってしまった。
チューリッヒと誓約同盟によってこの問題の話し合いが行われた結果、信仰問題は棚上げするとの条件付きで、修道院を襲撃した首謀者として、下級裁判所の親子がカトリック派に引き渡された。ところがカトリック派は、福音派の教えが悪いといってこの親子を拷問し、斬首した。
この事件のあと、この人物は福音派では殉教者とみなされるようになるとともに、カトリックに対抗する武装組織が必要だという考えに傾倒することになった。

### プロテスタントによるキリスト教都市同盟

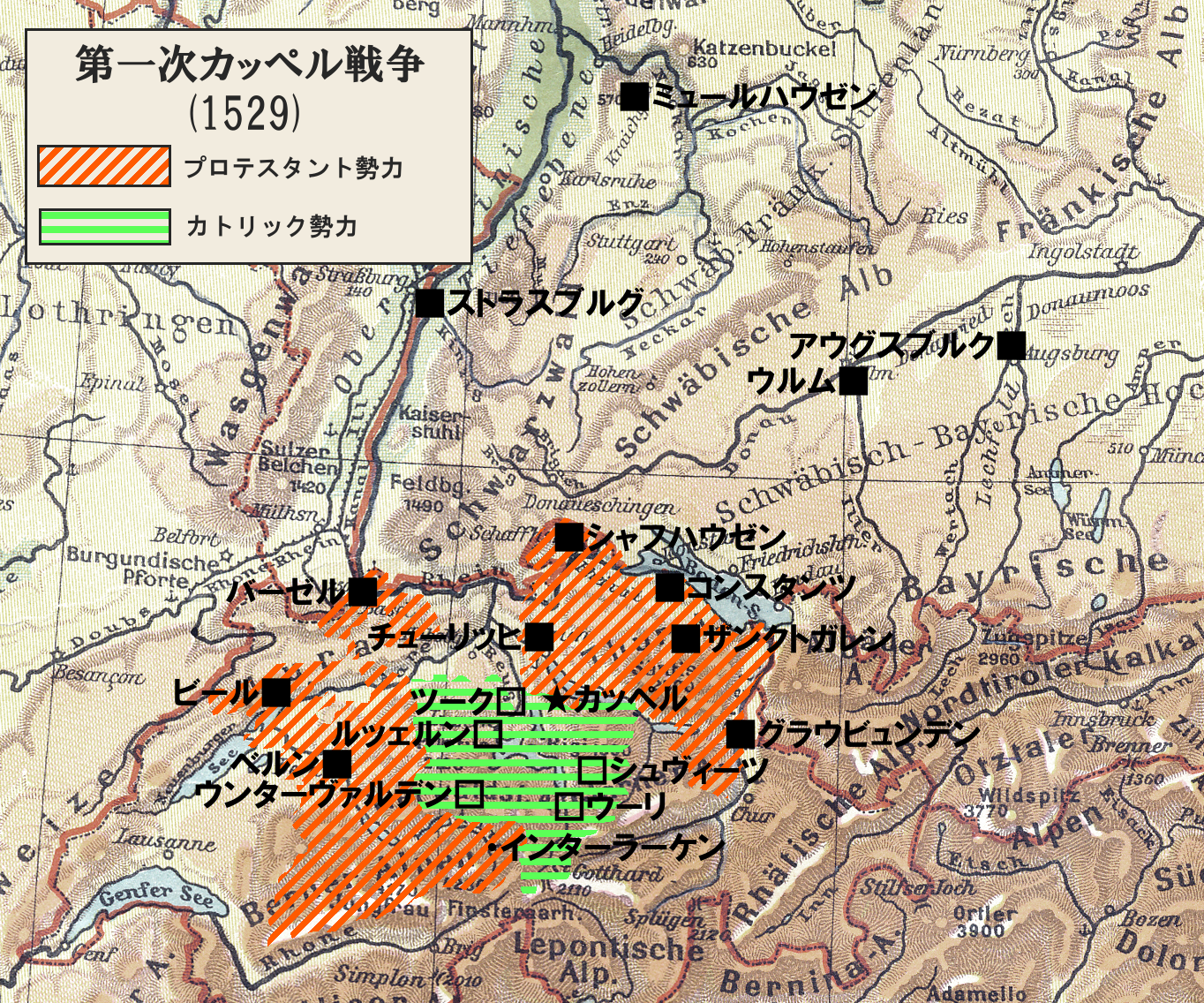
新旧両派に分裂したスイスと、プロテスタントと同盟したスイス外の諸都市。

ツヴィングリは宗教改革派に対する武力攻撃が行われるという危機感を募らせていった。1527年の夏、ツヴィングリはチューリッヒ市に対してドイツ南西部の諸都市と同盟を結ぶ必要性を訴えた。
ドイツの南西部では、1520年代にドイツ農民戦争と呼ばれる反乱が続出した。一帯の帝国自由都市はその責めを負わされ、自由都市の特権を奪われるという危機感を募らせていた。彼らは、皇帝と教会が「異端の撲滅」と言っているのは口実に過ぎず、実際には自由都市を制圧して利権を奪おうというのが魂胆だと考えていた。このためドイツ南西部の諸都市は同盟結成を望んでいた。
こうして、1527年の暮れにチューリッヒとコンスタンツの間に同盟が成立した。翌年以降、スイスのベルン、ザンクト・ガレン、バーゼル、シャフハウゼン、ビール、ドイツ南西部のミュールハウゼン、シュトラスブルク、ウルム、アウクスブルクが加わった。
これがキリスト教都市同盟(ドイツ語: Christliche Burgrechte、英語: Christian Civic Unions)である。

### カトリックによるキリスト教連合
宗教改革派が主張を実践に移してからというもの、改革派とカトリック派の対立に起因する様々なトラブルが起きていた。1522年のソーセージ事件、聖餐をめぐる衝突、聖画像の撤去問題、ミサ廃止の問題、聖職者の妻帯問題、スイス兄弟団の問題などがそれである。
プロテスタント派の急成長を警戒したカトリック派は、1524年にカトリック派の同盟を結成した。これには、ルツェルン、ウーリ、シュヴィーツ、ウンターヴァルデン、ツーク、フリブールが名を連ねた。これらの地域は「森林諸州」と呼ばれ、スイスが独立するきっかけになった誓約同盟の発祥地域でもあった。彼らからすると、チューリッヒを中心とするプロテスタント地方がドイツ諸都市と同盟を結ぶのは誓約同盟の規約違反であり、スイスの団結と独立を危険に晒すものであった。
1528年にプロテスタントがキリスト教都市同盟を発展させていったのを見て、カトリック派の地方は、対抗する同盟を結ぶことにした。彼らが頼りにしたのは、よりにもよって、スイスの仇敵であるハプスブルク家出身のオーストリア大公フェルディナンドである。フェルディナンドは神聖ローマ皇帝カール5世の弟であり、カトリック勢としては近隣で最大級の実力者であった。1529年4月22日、彼らはドイツ南西部のヴァルツフートで会合を開き、キリスト教連合（ドイツ語: Christliche Vereinigung、英語: Christian Union）を結んだ。これに加わったのはルツェルン、ウーリ、シュヴィーツ、ウンターヴァルデン、ツークの5地方であった。

## 戦争の経過

### オーバーラントをめぐる両派の対立
ベルンがツヴィングリ派に転向して宗教改革を導入することで、ベルンの支配下にあった農村地帯にもそれが適用されることになるが、そこでトラブルが発生した。オーバーラントと呼ばれる山岳地帯のうち、インターラーケンでは、支配者であるベルンから独立を志向する動きをみせた。彼らは廃止された修道院（Kloster Interlaken）の資産を押さえてオーバラントを農村邦として自立しようとしたが、その資産は先にベルン市に奪われてしまい、これに腹を立てた農民が1528年4月に蜂起した。
彼らはカトリックに復帰し、廃止されたミサを各地で再開してまわった。キリスト教連合の5邦は、「カトリック信者を救援する」と称し、この機に乗じて軍をオーバーラントへ進めることを決定した。しかしこれは、スイスの各領邦が互いの支配地域には干渉しないことを約したシュタンス協定違反だった。
カトリック5邦の援軍があると知ったオーバーラントの農民は蜂起し、1528年10月22日に修道院を占拠した。これに対しベルンは軍を派遣して鎮圧にあたり、他方のキリスト教連合側もウンターヴァルデンが軍を送り込んだ。しかし農民は11月4日にあっさりと鎮圧され、ベルン軍はインターラーケンを制圧した。

### 宣戦布告
このあと、チューリッヒとベルンはウンターヴァルデンのシュタンス協定違反を糾弾し、スイスの各領邦の共同統治地域の共同統治者からウンターヴァルデンを追放しようとした。しかしカトリック5邦側はこれに応じず、両者の対立は武力衝突寸前まで高まっていった。
両派とも後ろ盾を得て相手を挑発するようになり、対立は悪化した。1529年5月、福音派のチューリッヒ勢は、共同支配地のトゥールガウ地方でカトリック派の執行官マクス・ウェールリ（Max Wehrli）を捕まえて首を刎ねた。カトリック派はこれに対抗し、5月29日にチューリッヒのヤコプ・カイザー（Jakob Kaiser）という牧師を拉致し、シュヴィーツへ連行して火あぶりにした。
ここに及び、チューリッヒは6月8日にカトリック5州に対して宣戦布告を行った。
チューリッヒには同盟各地から30,000人の兵力が集まった。一方の連合側では、あてにしていたフェルディナンドが援軍を送らなかったので、9,000しか兵がいなかった。
チューリッヒ軍を率いるのはツヴィングリである。ツヴィングリはスイス東部の要地を確保したうえで、自ら4,000の兵を率いて、チューリッヒからカトリックの地方であるツークへ軍を進めた。いよいよ国境を越えてツークへ入ろうというとき、国境の反対側ではカトリック軍が陣取っており、両軍は国境の村カッペルで対峙する格好になった。

### カッペルのミルクスープ
そこへ、両軍を仲裁しようという者が現れた。いずれの同盟にも与しなかった中立州グラールスの首長であるハンス・エブリ（Hans Aebli）や、帝国自由都市ウルムなども交渉に加わった。仲裁者たちは、戦死者の妻や子供の悲惨さを訴え、スイス内部の分裂は外部がつけこむ隙になるだけだと説いた。
この交渉を待っている間、両軍の兵士たちから一部の者が前に出てきて、国境線のちょうど上になるところで火を炊いて鍋を出し、それぞれがミルクやパンを持ち寄って交換し、ミルクスープを作り始めた。この光景をみた両軍の代表者たちは、兵士たちに戦意がないことを悟り、矛をおさめて休戦することを決めた。この和解によって、ミサの廃止や布教の自由が認められることになった。仲裁にあたったエブリはその場でキリスト教連合がフェルディナンドと結んだ契約文書を破り捨てたという。
このあと、両軍の兵士はミルクスープを分けあって食べた。この故事はスイスにおける新旧両宗派の和解の象徴となった。

### その後
この合意は1529年6月26日に文書化されており、「第一次カッペルの和議」（Erster Kappeler Landfriede）や「ミルクスープの和解」などと呼ばれている。
この合意は、カトリック側から見ると、政治的にも経済的にも勢力を縮小することになり、譲歩を余儀なくされた形となった。一方のツヴィングリからすると、武力で制圧してでも宗教改革をスイス全土に拡げたいと考えていたので、その野望が潰えたことになった。
こうして武力衝突はひとまず避けられた。このあとツヴィングリはヘッセン方伯フィリップ1世が治めるマールブルクに赴いた。ヘッセン方伯は、ザクセン選帝侯と並んで、ルターを庇護して宗教改革をすすめるドイツプロテスタント諸侯の代表格である。ヘッセン方伯は、マールブルクに各地の宗教改革の指導者を呼び集めて宗教会議を行い、福音派の大同団結を実現する目論見だった。それがうまくいけば、プロテスタント勢力は神聖ローマ皇帝カール5世を凌ぐ大勢力となるはずだった。ルター派からはルターとメランヒトン、ツヴィングリ派からはツヴィングリとエコランパッドが会議に出席した。
しかしルターとツヴィングリは、聖餐をめぐる見解の相違から、どうしても手を結ぶことはできなかった。フィリップ1世は両者に小異を捨てて大同に就くことを求めて個別に話し合ったが、それは叶わなかった。そうこうしているうちにマールブルクでペストが発生し、会議は急遽解散となった。
両者が折れ合うための機会は、翌1530年夏の帝国議会でも設けられた。しかしこの時も妥協はできずに物別れとなり、ルター派は『アウクスブルク信仰告白』を、ツヴィングリ派は『信仰の弁明』（Fidei ratio）という別々の主張を行うことになった。スイスのツヴィングリ派とドイツのルター派の大連合は遂に実現せず、ドイツではシュマルカルデン同盟が結成されることになった。同盟相手を失ったツヴィングリは、イタリアやフランスと手を組むことを模索するが、それもうまくいかず、チューリッヒでの求心力も低下していった。1531年秋に再び新旧両派の対立が激しくなり、第二次カッペル戦争が起きた時には、チューリッヒは以前のような大軍を集めることができなくなっていた。両軍は再びカッペルで対峙、今度は戦闘となり、ツヴィングリは戦死した。その亡骸は八つ裂きにされ、糞尿と一緒に焼き捨てられた。これを機に、スイスのプロテスタントと同盟していたドイツ南西部の諸都市は、スイスと手を切ってシュマルカルデン同盟に加わることになった。
翌年からはジュネーヴでジャン・カルヴァンが宗教改革をはじめ、スイスの宗教界はドイツとは一線を隔てた道を歩むようになった。

## 記念の地
カッペル村の丘の上には、この故事の記念碑がある。ただし、実際に「カッペルのミルクスープ」が行われた場所はこの記念碑がある丘とは違う場所だったとする説もある。